# Albion Island
Albion Island (auch: Isla Albión) ist eine Flussinsel im Orange Walk District von Belize. Sie hat eine Fläche von ca. 48 km² und liegt zwischen zwei Armen des Río Hondo (Blue Creek). Der linke Arm des Hondo bildet dabei die Staatsgrenze zwischen Belize und Mexiko.

## Geographie
Das Eiland ist 20 Kilometer lang und zwischen einem und vier Kilometern breit. Die Insel erreicht nur eine Höhe von ca. 28 m über dem Meeresspiegel und ist geprägt von zahlreichen Feuchtgebieten, mehreren Seen und Sümpfen und dem Scotch Willis Creek. Die drei Dörfer Santa Cruz (S), San Antonio und San Roman (N) liegen auf der Insel. In San Antonio und San Roman gibt es Brücken über den rechten Flussarm, über den linken Arm gibt es nirgends feste Verkehrswege. Ein inoffizieller Grenzverkehr wird mit Booten betrieben; der nächstgelegene offizielle Grenzübergang nach Mexiko liegt in 60 km Entfernung im Nordosten in Santa Elena. Gegenüber von Santa Cruz liegt auf Mexikanischer Seite der Ort José N. Rovirosa mit der Siedlung San Francisco Botes (Quintana Roo).
Die Insel ist geologisch bedeutsam, weil dort die Kreide-Paläogen-Grenze sichtbar aufgeschlossen ist. Diese Grenzlinie entstand durch ein geologisches Ereignis vor 65 Millionen Jahren, wohl, als ein Meteoriteneinschlag den Chicxulub-Krater bildete und die Dinosaurier ausstarben. Albion Island liegt nur etwa 365 Kilometer von der Einschlagsstelle des Meteoriten entfernt.